# Temelucha lucubrata
Temelucha lucubrata är en stekelart som beskrevs av Dasch 1979. Temelucha lucubrata ingår i släktet Temelucha och familjen brokparasitsteklar. Inga underarter finns listade i Catalogue of Life.